# O Gud, din himmel gråter
O Gud, din himmel gråter är en psalm med text skriven av Johan Olof Wallin.
|  |
|  |

## Publicerad i
- 1819 års psalmbok som nr 395 under rubriken "Kristligt sinne och förhållande".[1]